# Madison Cawthorn

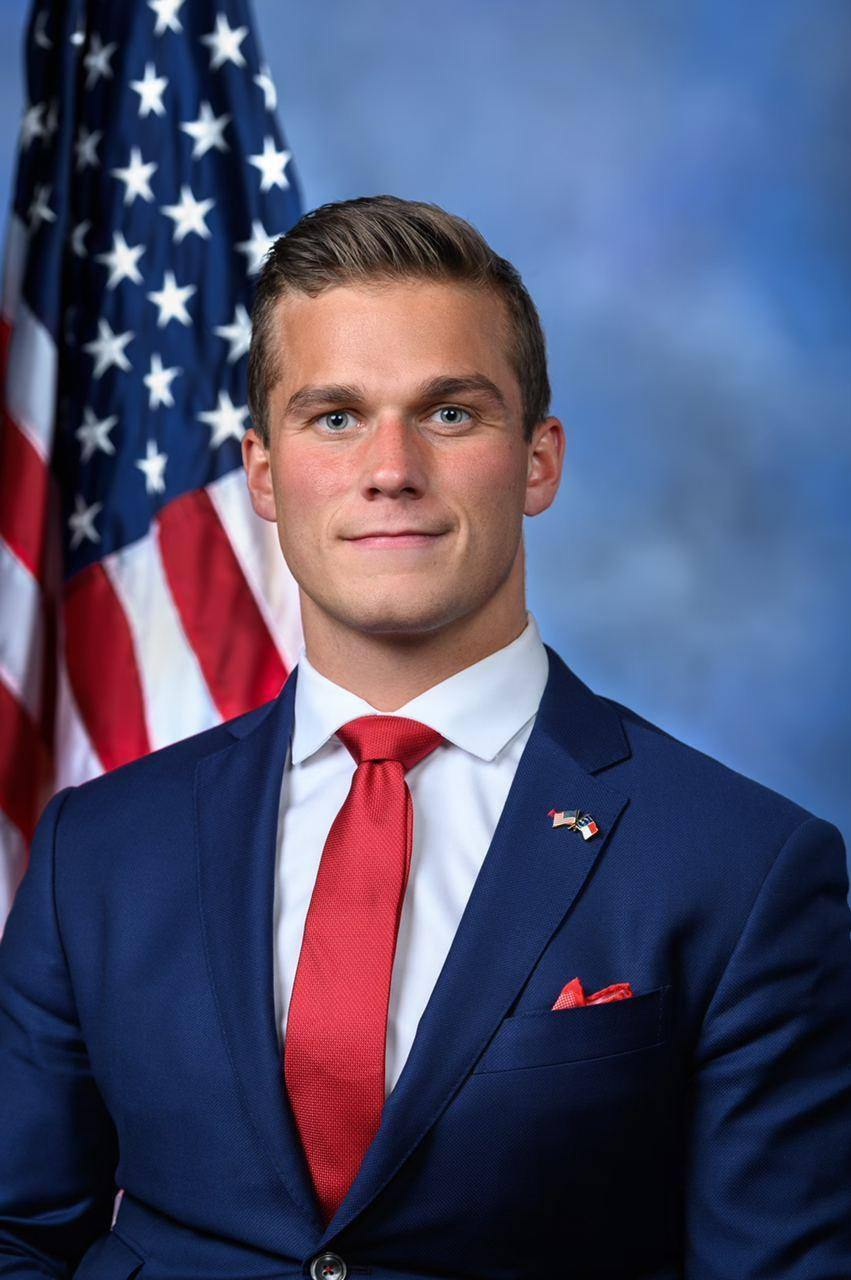
Madison Cawthorn (2020)

David Madison Cawthorn (* 1. August 1995 im Buncombe County, North Carolina) ist ein US-amerikanischer Politiker der Republikanischen Partei. Von Januar 2021 bis Januar 2023 vertrat er den elften Distrikt des Bundesstaats North Carolina im US-Repräsentantenhaus.

## Leben
Madison Cawthorn wuchs in Hendersonville auf, wo er Heimunterricht erhielt.
2014 wurde Cawthorn für die United States Naval Academy nominiert. Im selben Jahr wurde er bei einem Verkehrsunfall in Florida schwer verletzt; seitdem ist Cawthorn teilweise gelähmt und auf einen Rollstuhl angewiesen.
Nach seiner Angabe scheiterte die Aufnahme an die United States Naval Academy wegen des Unfalls; jedoch berichteten Medien später, dass die Naval Academy ihn bereits vor dem Unfall abgelehnt hatte.
2016 studierte Cawthorn am Patrick Henry College in Purcellville, Virginia, Politikwissenschaften, brach das Studium aufgrund zu schlechter Leistungen aber noch im ersten Semester ab. Madison Cawthorn arbeitet als Immobilienmakler.

## Politik
Er ist Mitglied der Republikanischen Partei. Bei der Wahl zum Repräsentantenhaus 2020 wurde Cawthorn als jüngstes Mitglied in den US-Kongress gewählt.
Er galt auch als der jüngste republikanische Abgeordnete im Kongress aller Zeiten, und er war das jüngste Kongressmitglied seit Thomas Downey, der 1974 gewählt wurde.
Er trat sein Mandat am 3. Januar 2021 an.
Im Mai 2022 verlor er die republikanische Vorwahl (Primary) gegen Chuck Edwards, ebenfalls Republikaner und ein Mitglied des Senats von North Carolina.
Er schied damit am 3. Januar 2023 aus dem Repräsentantenhauses des 117. Kongresses aus.

### Ausschüsse
Cawthorn war zuletzt Mitglied in folgenden Ausschüssen des Repräsentantenhauses:
- Committee on Education and Labor
  - Early Childhood, Elementary, and Secondary Education
  - Workforce Protections
- Committee on Veterans’ Affairs
  - Economic Opportunity

### Kontroversen und Positionen
Während seiner Amtsperiode war Cawthorn Auslöser verschiedener Skandale. In einem Podcast beschrieb er, dass die Politiker in Washington, D.C. Drogen nehmen und Orgien veranstalten würden, was er teilweise zurücknahm.
Cawthorn wurde zweimal von der Flughafensicherheit daran gehindert, eine geladene Waffe in ein Flugzeug mitzunehmen. Weiterhin wurde ihm auch die Verletzung von Ethikrichtlinien des Repräsentantenhauses durch die unzulässige Bewerbung einer Kryptowährung vorgeworfen.
Nach dem Russischen Überfall auf die Ukraine 2022 bezeichnete Cawthorn den ukrainischen Präsidenten Wolodymyr Selenskyj als „Verbrecher“ und beschuldigte diesen „Fehlinformationen“ zu verbreiten. Als Beispiel nannte er einen Vorfall auf der Schlangeninsel, als Selenskyj davon ausging, dass die dort stationierten ukrainischen Soldaten getötet worden seien. Später stellte sich heraus, dass diese in Gefangenschaft geraten seien. Später erklärte Cawthorn: „Ehrlich gesagt, sind beide Regierungen, sowohl die russische als auch die ukrainische, unglaublich korrupt und sehr niederträchtig“.
Cawthorn gehörte zu den Mitgliedern des Repräsentantenhauses, die bei der Auszählung der Wahlmännerstimmen bei der Präsidentschaftswahl 2020 für die Anfechtung des Wahlergebnisses stimmten. Präsident Trump hatte wiederholt propagiert, dass es umfangreichen Wahlbetrug gegeben hätte, so dass er sich als Sieger der Wahl sah. Für diese Behauptungen wurden keinerlei glaubhafte Beweise eingebracht.
Der Supreme Court wies eine entsprechende Klage mit großer Mehrheit ab, wobei sich auch alle drei von Trump nominierten Richter gegen die Klage stellten.